# Грейтхед, Эдвард
Эдвард Харрис Грейтхед (англ. Edward Harris Greathed; 8 июня 1812, Лондон — 19 ноября 1881) — генерал британской армии, главнокомандующий восточным военным округом, рыцарь-командор ордена Бани.

## Биография
Родился в Лондоне, один из пятерых сыновей Эдварда Харриса и Мэри Элизабет Глин из Адденса, графство Дорсет. Крещён в Чалбури, Дорсет. Один из его братьев Уильям Уилберфорс Харрис Грейтхед стал генерал-майором. Грейтхед учился в Вестминстер-скул. 22 июня 1832 года поступил на службу энсином в 8-й королевский пехотный полк.
Дальнейшую службу проходил в этом полку, став в итоге его командиром. На этом посту он возглавил летучую колонну, которая в августе 1857 года в ходе восстания сипаев разбила и рассеяла пятитысячный отряд повстанцев в битве при Агре.
В дальнейшем он участвовал  в захвате крепости Ладлоу близ Кашмирских ворот северных стен Дели. Утром 14 сентября 1857 года отряд Грейтхеда, состоявший из второй колонны, второго полка бенгальских стрелков, 4-го полка сикхов, 8-го пехотного полка Его Величества пошёл на штурм Дели с целью захватить Водяной бастион и Кашмирские врата.
В дальнейшем Грейтхед командовал третьей пехотной бригадой в ходе осады Лакхнау (ноябрь 1857 года), во время второй битвы за Канпур (декабрь 1857 года) и при захвате Тантии Топи. В 1858 году Грейтхед был посвящён в кавалеры ордена Бани, в 1865 году в рыцари-командоры.
После возвращения в Англию Грейтхед в апреле 1872 года возглавил восточный военный округ (находящийся на территории Англии). В 1880 году Грейтхед возглавил 108-й мадрасский пехотный полк. В этом же году полк влился в состав полка фузилёров Иннискиллинга, в этом новом укрупнённом полке Грейтхед до своей смерти возглавлял второй батальон. 1 июля 1880 года он был произведён в чин полного генерала.
Грейтхед ушёл из жизни 19 ноября 1881 года в своём доме Адденс-хауз, в Чалбури, Дорсет и был погребён на близлежащем кладбище церкви Всех святых в Хэмпрестоне.

## Семья
Грейтхед был женат три раза: 
1. Луиза Арчер
2. Элен Мэри Туффнелл
3. Шарлотта Осборн, дочь сэра Джорджа Роберта шестого баронета Осборн

У него было по меньшей мере два сына от первого брака и шесть дочерей от последнего :
- Шарлотта Элизабет Грейтхед
- Джорджиана Лаура Грейтхед
- Дороти Луиза Грейтхед, в 1902 году вышла замуж за Эрика Хэнбури-Трейси, сына Фредерика Хэнбури-Трейси, барона Садли[7].
- Мэри Луиза Грейтхед
- Эмили Фанни Дороти Грейтхед, в 1892 году вышла замуж за достопочтенного Марка Генри Хораса Макдоннела, младшего сына графа Антрим.
- Эдит Кэролайн Агнес Грейтхед